# 893 Leopoldina
893 Leopoldina, asteroid glavnog pojasa. Otkrio ga je Max Wolf, 31. svibnja 1918.

## Vanjske poveznice
- Minor Planet Center